# Gulag.cz
Gulag.cz je český spolek, založený v roce 2009, který se zabývá primárně sovětskými pracovními tábory – gulagy, ale obecně i sovětským totalitním režimem a děním v současném Rusku. Věnuje se rovněž mapování osudů československých obětí sovětského teroru nebo podpoře politickým vězňům současného ruského režimu. Hlavní inspirací pro vznik projektu byla kniha Souostroví Gulag sovětského spisovatele Alexandra Solženicyna.
Gulag.cz v rámci vzdělávacích aktivit pořádá přednášky a výstavy, programy pro školy, od roku 2019 provozuje Virtuální muzeum včetně 3D modelu gulagu. Spolupracuje s dalšími českými i zahraničními organizacemi, zejména s ruským Memorialem. Předsedou je Štěpán Černoušek.

## Expedice
Členové spolku od roku 2009 absolvovali tři expedice do Ruska k tzv. Mrtvé trati, v roce 2016 na Sibiř, v roce 2021 do Karviné a do Kazachstánu a v roce 2024 do Kyrgyzstánu. Z expedic vznikla řada dokumentárních filmů včetně dvou celovečerních: Step a mráz (2024) z putování za pozůstatky pracovních táborů v dnešním Kazachstánu a Pohřbené naděje (2025), mapující osudy občanů Československa, kteří se ve 20. letech 20. století vydali do Kyrgyzstánu v rámci programu Interhelpo.